# Војкан Бенчић
Војкан Бенчић (Београд, 13. децембар 1967) бивши је српски кошаркаш, а садашњи кошаркашки тренер.

## Каријера
Бенчић је каријеру почео у Црвеној звезди за коју је одиграо четири утакмице током сезоне 1986/87. Међутим није успео да се избори за место у тиму па је напустио црвено-беле. Наступао је касније у домаћем првенству за суботички Спартак и Беобанку да би се у Звезду вратио 1997. године и са њима освојио домаће првенство у сезони 1997/98. Након тога следи интернационална каријера коју је градио у Пољској, Словенији, Турској, Русији и Бугарској. Пред крај каријере се вратио у Србију и играо за Атлас и Спартак.

## Успеси

### Клупски
- Црвена звезда:
  - Првенство СР Југославије (1): 1997/98.